# Идол (фестиваль)

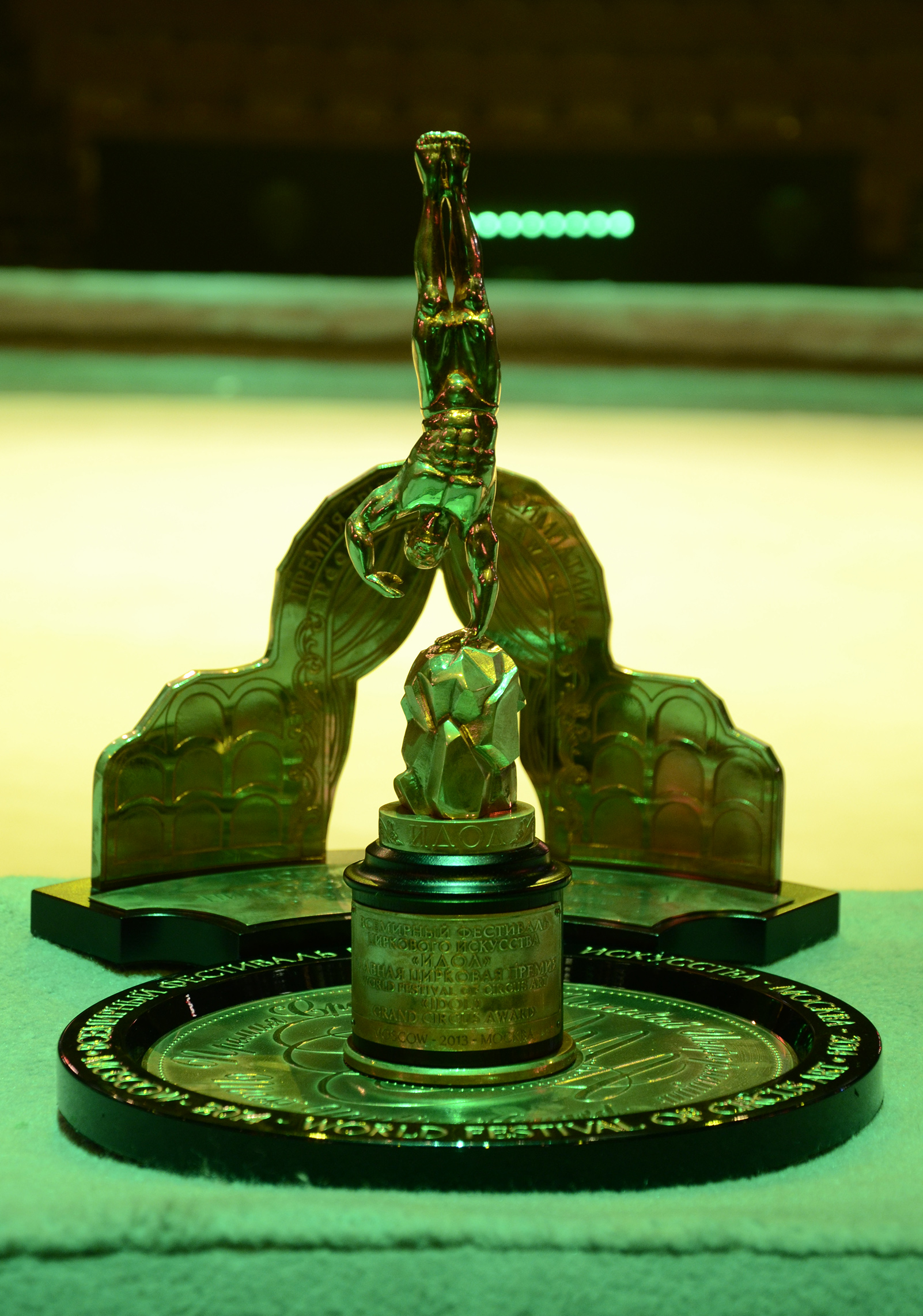
Призы Всемирного фестиваля циркового искусства «ИДОЛ»: «Золотой Идол», «Золотой Манеж» и «Золотой зрительный зал»

Всемирный фестиваль циркового искусства «Идол» — зрелищно-массовое культурное мероприятие, проводимое с 2013 года в Большом Московском государственном цирке. Проходит в формате цирковых спектаклей, включающих номера артистов из разных стран и цирковых компаний, сначала в двух конкурсных программах, затем как общее гала-представление с награждением участников в финале. Выступления оцениваются одновременно тремя жюри — профессиональным, представителей СМИ и зрительским. По итогам присуждаются призовые места, а также специальные призы.
Символом фестиваля является делающий стойку на одной руке гимнаст. Стилистическое оформление фестиваля обыгрывает какую-либо свойственную России тематику. Номера представляет пара ведущих: артист цирка Эдгард Запашный и его соведущая — как правило, известная актриса.

## Призы фестиваля
- Главные цирковые премии «Золотой Идол», «Серебряный Идол» и «Бронзовый Идол» вручаются профессиональным жюри за самый зрелищный, необычный, безупречно исполненный номер.
- Премии «Золотой Манеж», «Серебряный Манеж» и «Бронзовый Манеж» вручают представители средств массовой информации.
- Премии зрительских симпатий «Золотой зрительный зал», «Серебряный зрительный зал» и «Бронзовый зрительный зал» присуждаются по результатам зрительского голосования.

## Почетные гости и члены жюри
В разные годы почетными гостями и членами жюри становились известные персоны:
- Принцесса Монако Стефания[2]
- Урс Пилс, президент Европейской Цирковой Ассоциации
- Юджин Чаплин[англ.][3], режиссер, сын Чарли Чаплина
- Мари-Жозе Кни из цирка Кни[англ.]
- Николай Кобзов
- Максим Никулин, директор Цирка Никулина на Цветном бульваре
- Дмитрий Иванов, генеральный директор Росгосцирка
- Робер Оссейн, французский актер
- Дирк Куик[4], редактор журнала «Планета цирка»
- Дэвид Ларибли[англ.], итальянский клоун, режиссер
- Елена Ханга
- Гарик Харламов[5]
- Дмитрий Дибров
- Алексей Немов
- Фёдор Емельяненко
- Николай Дроздов

## Номера-победители фестиваля
| Год  | Стиль            | Соведущие                       | Призы профессионального жюри | Призы СМИ | Призы зрителей |
| ---- | ---------------- | ------------------------------- | --- | --- | --- |
| 2013 | прогресс России  | -                               | Золотой Идол - «Балетные вариации на канате». Элиза Хачатрян (Россия) - Национальные туркменские конные игры джигитов группы «Галкыныш» под руководством Пыгы Байрамдурдыева (Туркменистан) Серебряный Идол - Акробаты на подкидных досках «Цепные псы» под руководством Сергея Трушина (Россия) - Акробаты на подкидных досках под руководством Анатолия Рубана (Россия) - Театр морских животных. Наталья Майхровская и Салих Гаязов (Россия) Бронзовый Идол - Парный воздушный лопинг. Акробатическая труппа города Янченг (Китай) - Групповой вольтиж Абиссинии (Эфиопия) - Силовая пара «Тени». Вячеслав Спирин и Станислав Котельников (Россия) - Воздушная гимнастка на ремнях с концертино. Татьяна Ожиганова (Россия) | Золотой Манеж - Акробаты на подкидных досках «Цепные псы» под руководством Сергея Трушина (Россия) Серебряный Манеж - Колесо Сира «Одиссей». Франсис Перро (Канада) Бронзовый Манеж - Национальные туркменские конные игры джигитов группы «Галкыныш» под руководством Пыгы Байрамдурдыева (Туркменистан)                | Золотой зрительный зал - Театр морских животных. Наталья Майхровская и Салих Гаязов (Россия) Серебряный зрительный зал - Клоунский дуэт «Группа захвата». Анвар Саттаров и Николай Коновалов (Россия) Бронзовый зрительный зал - Акробаты на подкидных досках «Цепные псы» под руководством Сергея Трушина (Россия)    |
| 2014 | русская мода     | Эвелина Бледанс, Валерия Кондра | Золотой Идол - «Воздушный полёт» под руководством О Мен Гук (КНДР) - «Воздушная гимнастка на ремнях» Вероника Тесленко (Россия) - «Русская палка» под руководством Аркадия Шатирова (Росгосцирк) Серебряный Идол - Фудзианьская акробатическая труппа под руководством Яна Кингуанга (Китай) - Аттракцион хищников «Нильско-нубийские львы и бенгальский тигр» под руководством Хамады Кута (Россия/Египет) - Воздушные полотна «I’m feeling good» — Елена Петрикова и Елена Бараненко (Россия) - Дрессированные медведи под руководством Юрия Александрова Бронзовый Идол - Встречные качели под руководством Александра Скокова (Россия) - Акробаты на дорожке под руководством Рустама Байрамукова (Россия) - Акробаты на мачте «Ты и Я» (Казахстан) | Золотой Манеж - «Воздушная гимнастка на ремнях» Вероника Тесленко (Россия) Серебряный Манеж - Аттракцион хищников «Нильско-нубийские львы и бенгальский тигр» под руководством заслуженного артиста Египта Хамады Кута (Россия/Египет) Бронзовый Манеж - «Встречные качели» под руководством Александра Скокова (Россия) | Золотой зрительный зал - Акробаты на дорожке под руководством Рустама Байрамукова (Россия) Серебряный зрительный зал - «Эквилибр на першах» под руководством Вадима Шагунина (Россия) Бронзовый зрительный зал - Акробатическая пара. Маргарита Никулина и Виталий Заяц (Россия)                                       |
| 2015 | хрусталь         | Ольга Погодина                  | Золотой Идол - Аттракцион хищников «Талисман» под руководством Сергея Нестерова (Россия) - «Полёт на больших качелях и на турнике» под руководством Кан Сен Хёка (КНДР) Серебряный Идол - Групповой эквилибр «Путешествие в жизнь» под руководством Фень Ксяолинь (Китай) - «Подкидные доски» под руководством Эрдене Нергуй (Монголия) - Воздушный дуэт «Перекрёстное колесо» под руководством Джонатана Морина (Канада) Бронзовый Идол - Воздушная гимнастка в петле с хула-хупами Александра Левицкая-Спиридонова (Россия) - Партерный полёт под руководством Марии Вершининой (Россия) - Жокеи-наездники «Курс» под руководством Натальи Александровой-Серж (Россия) - Акробатический дуэт «Miracle» — Евгения Оболонина и Роман Хафизов (Украина) | Золотой Манеж - Аттракцион хищников «Талисман» под руководством Сергея Нестерова Серебряный Манеж - Воздушный дуэт «Перекрёстное колесо» под руководством Джонатана Морина (Канада) Бронзовый Манеж - Групповой эквилибр «Путешествие в жизнь» под руководством Фень Ксяолинь (Китай)                                    | Золотой зрительный зал - Канатоходцы «Герлингс» под руководством Дагласа Герлинга (Колумбия) Серебряный зрительный зал - Аттракцион хищников «Талисман» под руководством Сергея Нестерова Бронзовый зрительный зал - Воздушная гимнастка в петле с хула-хупами Александра Левицкая-Спиридонова (Россия)                |
| 2016 | волшебный лес    | Кристина Асмус                  | Золотой Идол - Аттракцион «Империя львиц» под руководством Виталия Смолянца (Россия) - Акробаты на моноциклах (Китай) - Воздушный полет «5 сальто-мортале» под руководством Цой Мён Су (КНДР) Серебряный Идол - Гимнастка на полотнах Екатерина Шустова - Акробатическая четверка под руководством Родиона Прилепина - Антипод на бочонках Труппа Гуангкси (Китай) Бронзовый Идол - Гимнаст на воздушной мачте Артем Любаневич - Гимнасты на трапеции «Даринг Джонс» (США) - Групповой каучук «Змеи» под руководством Тумурбаатар Бад (Монголия) - Эквилибрист на тростях Хан Гук Рён (КНДР) | Золотой Манеж - Аттракцион «Империя львиц» под руководством Виталия Смолянца (Россия) Серебряный Манеж - Гимнастка на полотнах Екатерина Шустова Бронзовый Манеж - Гимнасты на трапеции «Даринг Джонс» (США) | Золотой зрительный зал - Аттракцион «Империя львиц» под руководством Виталия Смолянца (Россия) Серебряный зрительный зал - Эквилибрист на тростях Хан Гук Рён (КНДР) Бронзовый зрительный зал - Воздушный полет «5 сальто-мортале» под руководством Цой Мён Су (КНДР)                                                  |
| 2017 | русские узоры    | Алла Михеева                    | Золотой Идол - Воздушное кольцо «Секрет моей души» в исполнении Алексея Григорова и Марины Главатских (Украина/Россия) - Дрессура хищников «Баронеты» п/р Натальи и Андрея Широкаловых (Россия) Серебряный Идол - «Русские казаки» п/р Виолетты Александровой-Серж (Россия) - Высшая школа верховой езды п/р Юрия Володченкова (Россия) - Канатоходцы над сеткой п/р Романа Чижова (Россия) Бронзовый Идол - Воздушные полотна «Танго» в исполнении Амбры и Ива (Италия/Испания) - Китайская национальная акробатическая труппа «Пaгода» (КНР) - Гимнасты на турниках п/р Александра Руденского (Россия) - Клоунское трио «Без Носков» (Россия) Гран-при профессионального жюри - Акробаты с подкидными досками п/р Ким Кан Чхол (КНДР) | Золотой Манеж - Воздушное кольцо «Секрет моей души» в исполнении Алексея Григорова и Марины Главатских (Украина/Россия) Серебряный Манеж - Русская палка «Веселое пение из бамбуковой рощи». Фуцзяньская акробатическая труппа (КНР) Бронзовый Манеж - Высшая школа верховой езды п/р Юрия Володченкова (Россия)         | Золотой зрительный зал - Акробаты с подкидными досками п/р Ким Кан Чхол (КНДР) Серебряный зрительный зал - Воздушное кольцо «Секрет моей души» в исполнении Алексея Григорова и Марины Главатских (Украина/Россия) Бронзовый зрительный зал - Канатоходцы над сеткой п/р Романа Чижова (Россия)                        |
| 2018 | стим-панк        | Юлия Ковальчук                  | Золотой Идол - Канатоходцы под руководством Рим Ын Ир (КНДР) - Баланс на голове «Танец с веерами» под руководством Чжан Чжэньюн (Китай) - Вольтиж с рамкой под руководством Заслуженной артистки России Марины Козаковой (Россия) Серебряный Идол - Воздушные ремни «Закрывая глаза» в исполнении Екатерины Запашной и Константина Растегаева, коллектив п\р Гии Эрадзе, Российская государственная цирковая компания (Россия) - Парное воздушное кольцо «LunaStorme» (США) - «Групповые жонглеры шляпами», Шаньдунская акробатическая труппа (Китай) Бронзовый Идол - Гротеск на лошади в исполнении Кристины Кузнецовой, Российская Государственная цирковая компания (Россия) - Аттракцион «В садах Ривенделла» под руководством Ольги Борисовой и Алексея Макаренко, Российская Государственная цирковая компания (Россия) - Партерная рамка в исполнении Хосе и Дани «Broken dance» (Аргентина) - Соло-эквилибр «Свеча» в исполнении Татьяны Беловой, коллектив п\р Гии Эрадзе, Российская государственная цирковая компания (Россия) | Золотой Манеж - Канатоходцы под руководством Рим Ын Ир (КНДР) Серебряный манеж - Воздушные ремни «Закрывая глаза» в исполнении Екатерины Запашной и Константина Растегаева, коллектив п\р Гии Эрадзе, Российская государственная цирковая компания (Россия) Бронзовый манеж - Парное воздушное кольцо «LunaStorme» (США) | Золотой зрительный зал - Канатоходцы под руководством Рим Ын Ир (КНДР) Серебряный зрительный зал - «Групповые жонглеры шляпами», Шаньдунская акробатическая труппа (Китай) Бронзовый зрительный зал - Вольтиж с рамкой под руководством Заслуженной артистки России Марины Козаковой, Большой Московский цирк (Россия) |
| 2019 | русская живопись | Юлия Барановская                | Золотой Идол - Братья Мартинез «Икарийские игры» (Япония-Колумбия) - Жонглеры в воздухе «Ритуальная Индия» (Россия) Серебряный Идол - Силовая пара «Дуэт Виталис» (Перу) - Аттракцион со львами «Принц цирка» под руководством заслуженного артиста Украины Владислава Гончарова (Россия) - Воздушные гимнасты на ремнях «The Same» в исполнении Алексея Ишмаева и Павла Майера (Россия) Бронзовый Идол - Эквилибрист на моноцикле «Вэсли Виллиамс — Колесо Чудес» (США) - Гимнасты на партерной рамке с подкидной доской «Too fat to flight» (Бельгия-Великобритания) - Воздушный полет «Аэростат» под руководством Вилена Головко (Россия) | Золотой Манеж - Воздушные гимнасты на ремнях «The Same» в исполнении Алексея Ишмаева и Павла Майера (Россия) Серебряный манеж - Силовая пара «Дуэт Виталис» (Перу) Бронзовый манеж - Братья Мартинез «Икарийские игры» (Япония-Колумбия)                                                                                 | Золотой зрительный зал - Братья Мартинез «Икарийские игры» (Япония-Колумбия) Серебряный зрительный зал - Силовая пара «Дуэт Виталис» (Перу) Бронзовый зрительный зал - Воздушные гимнасты на ремнях «The Same» в исполнении Алексея Ишмаева и Павла Майера (Россия)                                                    |
| 2024 | русский свет     | Яна Кошкина                     | Гран-при профессионального жюри - Аттракцион «На слонах вокруг света» п/р Андрея Дементьева-Корнилова (Россия) Золотой Идол - «Баланс с чашами на голове» под руководством Тон Жунхуа (КНР) - «Акробаты с подкидными досками» п/р Алексея Зарипова (Россия) - Воздушный полет «Летим выше» под руководством Ким Гван Гук (КНДР) Серебряный Идол - “DU NON” Воздушные гимнастки на полотнах п/р Тонга Тоан Тханг (Вьетнам) - «Акробаты на лошадях» п/р Якова Экка (Россия) - «Канадские бизоны» п/р Рустама Газзаева (Россия) Бронзовый Идол - «Шесты с флагами» под руководством Гао Вэйсин (КНР) - «Сила» Воздушная гимнастка на ремнях Кимберли Заватта (Италия) - «X Spiders 2» групповой каучук на ховербордах под руководством Буда Тумурбаатара (Монголия) - Труппа «Черные орлы» Икарийские игры с подкидной доской п/р Сосины Вогайеху (Эфиопия) | Золотой Манеж - Аттракцион «На слонах вокруг света» п/р Андрея Дементьева-Корнилова (Россия) Серебряный манеж - «Акробаты с подкидными досками» п/р Алексея Зарипова (Россия) Бронзовый манеж - «Баланс с чашами на голове» под руководством Тон Жунхуа (КНР)                                                            | Золотой зрительный зал - Аттракцион «На слонах вокруг света» п/р Андрея Дементьева-Корнилова (Россия) Серебряный зрительный зал - «Акробаты с подкидными досками» п/р Алексея Зарипова (Россия) Бронзовый зрительный зал - Дрессированные тигры и львы п/р Карлоса Брешиани (Гватемала)                                |